# 子安地蔵寺
子安地蔵寺（こやすじぞうじ）は、和歌山県橋本市にある高野山真言宗の寺院。山号は易産山（いさんざん）。本尊は地蔵菩薩。正式名は易産山護国院地蔵寺であり、子安地蔵寺は通称である。藤の寺として知られる。

## 歴史
当寺は天平9年（737年）の春に行基によって創建されたという。本尊の地蔵菩薩像は行基が自ら彫ったとされているもので、「日本最勝・日本最古の地蔵菩薩」であるという。この地蔵菩薩は安産祈願のためにこの地に安置されたもので、子安地蔵と呼ばれている。
天正9年（1581年）に織田信長・信孝父子による高野山攻め（紀州征伐）の際に兵火にあって伽藍は尽く焼失したというが、本尊は人里離れた山中に難を逃れ、後に村人によって発見された。その地は「かくれがた」と呼ばれ、今も残されている。
江戸時代になると、紀州藩主徳川頼宣の姫君の難産を救ったことにより頼宣から篤い帰依を受け、以後紀州徳川家代々安産祈願所とされた。当寺は、正保2年（1645年）に高野山の高室院を本寺とし、現在の橋本市内にある11の末寺を束ねる中本寺となった。後の天明4年（1784年）には1か寺追加されている。
正保5年（1648年）に頼宣によって伽藍が再興された。また、同年には頼宣より田園2町歩が本尊香花の費として供養され、以降頼宣は11回に亘って参詣した。それ以来、歴代藩主を始めとして紀州藩士にも度々参詣されるようになった。

## 境内
- 本堂
- 鐘楼
- 水子地蔵堂
- 庫裏
- 藤の庭
- 山門（二階建て長屋門）

## 前後の札所
関西花の寺二十五霊場
23 金剛寺　-　24 子安地蔵寺　-　25 観心寺
紀伊之国十三仏霊場
4 法輪寺　-　5 子安地蔵寺　-　6 慈尊院
紀伊西国三十三所観音霊場
2 子安地蔵寺
伊都郡四国八十八ヵ所
24 子安地蔵寺

## 所在地
- 和歌山県橋本市菖蒲谷94

## アクセス
- 南海電気鉄道高野線 御幸辻駅より徒歩約25分。